# Натаніель Фік
Натаніель Фік (англ. Nathaniel C. "Nate" Fick; нар.23 червня 1977 р., м. Балтімор, штат Меріленд, США) — американський військовослужбовець, капітан корпусу морської піхоти США, учасник кампаній в Афганістані й Іраку, який опублікував автобіографічний роман про службу в морській піхоті і участь у військових конфліктах.

## Життєпис
Натаніель Фік закінчив вищу школу «Лойола Блекфілд» в Тоусоні (штат Меріленд). У 1998 р. після року навчання в Дартмутському коледжі, де він був капітаном велосипедної команди, Натаніель пройшов навчання в офіцерській школі, де отримав звання другого лейтенанта після закінчення другого року навчання в коледжі. Він був направлений в якості командира взводу в 1-й батальйон 1-ї дивізії морської піхоти США, який увійшов до складу 15-го експедиційного загону морської піхоти США. Його взвод був направлений до Афганістану, де брав участь у війні проти тероризму.
Після повернення Натаніель був рекомендований на службу в розвідці морської піхоти США, пройшов курс навчання і в якості командира 2-го взводу роти «Браво» в складі 1-го розвідувального батальйону корпусу морської піхоти США, був відправлений в 2003 р. на війну до Іраку.
Фік і його взвод воювали разом з прикомандированим до них кореспондентом журналу «Rolling Stone» Еваном Райтом, який по поверненню написав книгу «Покоління вбивць» (англ. Generation Kill), екранізовану в однойменному телесеріалі в 2008 р.: «Покоління вбивць». А коли Натаніель повернувся до Сполучених Штатів, він звільнився з морської піхоти й написав автобіографічну книгу «Одна куля» (англ. One Bullet Away), де описав службу у Корпусі морської піхоти США.

## Публікації
- (рос.)Натаниэль Фик, «Морпехи». — М.: изд. "Олимп", "Эксмо", 2008 г. — 384 с. — ISBN 978-5-699-31475-1 — (Серия: «Неизвестная война»).